# Yanacachi
Yanacachi es una localidad y municipio de Bolivia que se ubica en la provincia de Sud Yungas del departamento de La Paz.
La localidad se encuentra ubicado a 87 km de la ciudad de La Paz, capital del departamento, y se halla a 1.800 metros sobre el nivel del mar. El municipio tiene una superficie de 572 km² y cuenta con una población de 6.420 habitantes (según el Censo INE 2012).

## Toponimia
Según el fray Antonio de la Calancha, Yanacachi viene de "Yanacache", que a su vez viene de dos palabras quechuas: yana, que significa negro, y cache, que significa sal, es decir decir "sal negra".

## Geografía
Su territorio presenta una topografía irregular con laderas muy profundas. Su clima es templado con una temperatura media anual de 18 °C y una precipitación pluvial de 2.400 mm. Respecto a sus recursos hídricos, sus principales ríos son el Huajata, Yarapampa, Takesi, Unduavi y el Chajro.
Se ubica en la parte suroccidental de la provincia de Sud Yungas, en el centro del departamento de La Paz. Limita al norte con la provincia de Nor Yungas, al oeste con la provincia de Murillo, al sur con el municipio de Irupana, y al este con el municipio de Chulumani.

## Demografía
De acuerdo con el censo boliviano de 2024, la población del municipio de Yanacachi es de 7 583 habitantes.
La población del municipio casi se duplicó entre 1992 y 2024, mientras que la población de la localidad ha disminuido significativamente entre 2001 y 2012:
| Año  | Habitantes (municipio) | Habitantes (localidad) | Fuente |
| ---- | ---------------------- | ---------------------- | ------ |
| 1992 | 4 059                  | -                      | Censo  |
| 2001 | 4 250                  | 504                    | Censo  |
| 2012 | 6 302                  | 314                    | Censo  |
| 2024 | 7 583                  |                        | Censo  |

## Economía
La mayor parte de la población se dedica a la actividad agrícola, en los tres pisos ecológicos que comprende Yanacachi, siendo los principales cultivos la papa, hortalizas, coca, plátano, mango, naranjos, mandarinas y café. La ganadería es otra de las actividades a la cual se dedica la población, con la cría de vacunos, ovinos, porcinos y aves, en pequeña escala. La pesca, es una práctica destinada sólo al consumo doméstico. Parte de la producción se comercializa en las ferias regionales, la misma que es adquirida por intermediarios que la comercializan en los mercados urbanos de La Paz. La explotación de minerales constituye una actividad que los pobladores realizan en la mina Chojlla, aledaña a la localidad de Yanacachi.

## Transporte
Yanacachi se encuentra a 157 kilómetros por carretera al este de La Paz, la sede de gobierno de Bolivia.
Desde La Paz, la ruta troncal pavimentada Ruta 3 recorre al noreste 60 kilómetros hasta Unduavi, desde donde la Ruta 25 sin pavimentar se bifurca hacia Chulumani en dirección sureste y sigue el curso del río Unduavi. Después de unos 25 kilómetros, un camino lateral conduce a la derecha por otros seis kilómetros a Yanacachi y de allí al asentamiento minero de La Chojlla, que se encuentra sobre un antiguo camino inca.